# Felsődobsza
Felsődobsza es un pueblo húngaro perteneciente al condado de Borsod-Abaúj-Zemplén, distrito de Gönc.

## Superficie
Cuenta con una superficie de 15,23 kilómetros cuadrados.

## Demografía
Hasta 2023 la población era de 825 habitantes, con una densidad de población de 54,16 habitantes por kilómetro cuadrado.
| Gráfica de evolución demográfica de Felsődobsza entre 2018 y 2023 |
|                                                                   |
| Datos según la Oficina Central de Estadística de Hungría.         |